# بروتينات رابطة للرنا
البروتينات الرابطة للرنا (غالباً ما يتم اختصارها بRBPs) هي البروتينات التي تربط الحمض النووي الريبوزي المزدوج أو أحادي الخُيَيْطْ مع الخلايا، وتشارك في تشكيل مركبات البروتين النووي، تحتوي RBPs على أشكال بنيوية مختلفة، مثل عزم التعرف على RNA (RRM)، ومجال ربط dsRNA، وإصبع الزنك (zinc finger) وغيرها. وهي بروتينات  سيتوبلازمية ونووية. ومع ذلك، فبما أن معظم الحمض النووي الريبوزي الناضج يتم تصديره من النواة بسرعة نسبيا، فإن معظم الـ RBPs في النواة توجد كمركبات بروتينية وpre-mRNA تسمى جزيئات بروتينات الدم غير المتجانسة (hnRNPs).

## وصلات خارجية
- starBase platform: a platform for decoding binding sites of RNA binding proteins (RBPs) from large-scale CLIP-Seq (HITS-CLIP, PAR-CLIP, iCLIP, CLASH) datasets.
- RBPDB database: a database of RNA binding proteins.
- ATtRACt database: a database of RNA binding proteins and associated motifs.
- SplicedAid-F: a database of hand -cureted human RNA binding proteins database.
- RsiteDB: RNA binding site database
- dRNA-seq[وصلة مكسورة]: Template-based prediction of RNA binding proteins and their complex structures.
- dRNA-3D[وصلة مكسورة]: RNA binding proteins prediction from 3D structures.
- ENCODE Project: A collection of genomic datasets (i.e. RNA Bind-n-seq, eCLIP, RBP targeted shRNA RNA-seq) for RBPs
- RBP Image Database نسخة محفوظة 21 أكتوبر 2018 على موقع واي باك مشين.: Images showing the cellular localization of RBPs in cells